# Tasker H. Bliss
Tasker Howard Bliss (Lewisburg, Pensilvania, 31 de diciembre de 1853 - Washington D. C., 9 de noviembre de 1930) fue un oficial del ejército de los Estados Unidos que sirvió como Jefe de Estado Mayor del Ejército durante la Primera Guerra Mundial, desde el 22 de septiembre de 1917 hasta el 18 de mayo de 1918. También fue un diplomático involucrado en las negociaciones de paz de la guerra, y fue uno de los cosignatarios del Tratado de Versalles por los Estados Unidos.

## Biografía

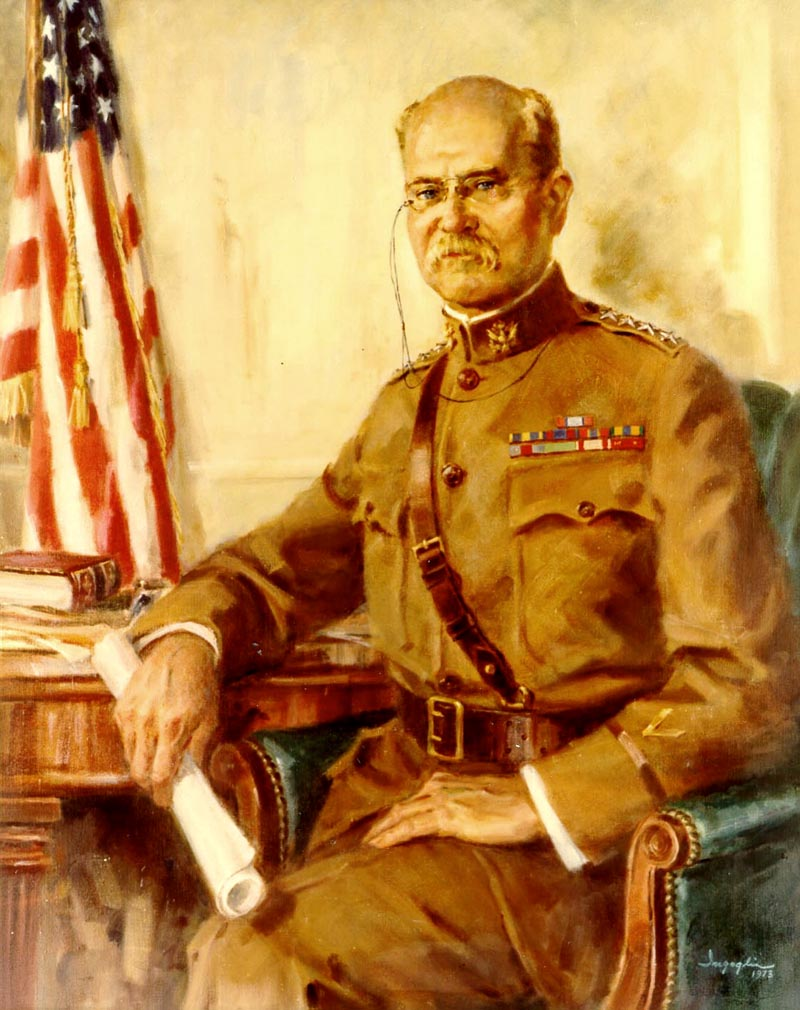
Tasker H. Bliss

Tasker H. Bliss fue militar estadounidense. Delegado del CFA en la Conferencia de Paz de París en 1919, formó parte en nombre de Estados Unidos del Consejo Supremo de Guerra durante la Primera Guerra Mundial. 

## Obras
- T. H. Bliss, "The problem of disarmament", en What really happened at Paris; the story of the Peace Conference, 1918-1919, by American delegates; ed. Edward M. House, C. Seymour. Nueva York: Scribner, 1921.